# Aloha (Fat Joe)
Aloha è un singolo del rapper statunitense Fat Joe in collaborazione con Pleasure P e Rico Love, tratto dal suo quarto album in studio Jealous Ones Still Envy (J.O.S.E.).